# Domingo García (község)
Domingo García egy község Spanyolországban, Segovia tartományban. Domingo García Santa María la Real de Nieva, Ortigosa de Pestaño, Nieva, Nava de la Asunción és Migueláñez községekkel határos. Lakosainak száma 32 fő (2024).

## Népesség
A település népessége az elmúlt években az alábbi módon változott:
| Lakosok száma | 49   | 50   | 45   | 41   | 41   | 32   | 27   | 25   | 30   | 32   |
|               | 2001 | 2004 | 2007 | 2009 | 2012 | 2014 | 2017 | 2019 | 2022 | 2024 |